# Nessorhinus abbreviatus
Nessorhinus abbreviatus är en insektsart som beskrevs av Ramos 1989. Nessorhinus abbreviatus ingår i släktet Nessorhinus och familjen hornstritar. Inga underarter finns listade i Catalogue of Life.